# 多沟藻科
多沟藻科（学名：Polykrikaceae）为裸甲藻目的一个科。

## 下级分类
本科包括以下属：
- Pheopolykrikos Chatton, 1933
- 多沟藻属 Polykrikos Bütschli, 1873